# Merce Cunningham
Merce Cunningham (Centralia, 16 april 1919 – New York, 26 juli 2009) was een Amerikaanse danser en choreograaf die met zijn Merce Cunningham Dance Company van grote invloed is geweest op de moderne dans van de 20e eeuw.

## Biografie
Cunningham werd geboren als zoon van een advocaat. Hij had twee broers, die zijn vader opvolgde in het rechten leven. Als 11-jarige leerde hij tapdansen. Van 1937 tot 1939 studeerde hij dans en theater aan de Cornish School in Seattle. Vanaf 1939 tot 1945 danste hij solo in het dansgezelschap van Martha Graham. Hij ontwierp zijn eerste choreografie in 1944 in New York met John Cage als pianist. In 1959 zag zijn Merce Cunningham Dance Company het levenslicht. Tot op heden voerde het gezelschap een 200-tal choreografieën op.
Door zijn werk als choreograaf en danser stond Cunningham meer dan 50 jaar op het voorplan in deze discipline. Hij had een sterke invloed op andere kunstuitingen en kunstenaars zoals de musici John Cage en David Tudor, de beeldend kunstenaars Robert Rauschenberg en Bruce Nauman, designer Romeo Gigli en architect Benedetta Tagliabue.
Als docent en hoofd van de Merce Cunningham Dance Company (MCDC) vernieuwde hij in de jaren vijftig alle gangbare codes van het toenmalige 'beschrijvende ballet'. Als choreograaf verliet hij de verhaallijn en de logische opbouw. Hij liet zijn dansers geen verhaal vertellen op muziek met een aangepast decor, maar liet de choreografie het verhaal vertellen. Daarbij introduceerde hij het toeval in de dans met aleatorische muziek van Cage. Terwijl hij aan het Black Mountain College was verbonden ontstond in 1952 de ondertussen legendarische happening met Cage en Rauschenberg.
Robert Rauschenberg, wiens beroemde combine paintings dezelfde aanpak weerspiegelen die hij toepaste om decors te creëren voor verschillende vroege werken van Cunningham, was van 1954 tot 1964 de vaste ontwerper van de MCDC. Jasper Johns volgde als artistiek adviseur van 1967 tot 1980, en Mark Lancaster van 1980 tot 1984. De laatste adviseurs die werden aangesteld waren William Anastasi en Dove Bradshaw in 1984. Andere kunstenaars die hebben samengewerkt met MCDC zijn onder meer Daniel Arsham, Tacita Dean, Liz Phillips, Rei Kawakubo, Roy Lichtenstein, Bruce Nauman, Ernesto Neto, Frank Stella, Charles Atlas, Benedetta Tagliabue en Andy Warhol.
Langzamerhand kregen Cunninghams opvattingen meer invloed in de danswereld. Elke beweging kon gaandeweg als 'dans' aanzien worden in de postmoderne optiek. Kenmerkend voor Cunninghams choreografie was een bewegingsstijl vol plotse wendingen, minieme sprongetjes, rompdraaiingen en langzame evenwichtsverplaatsingen gevat in verrassende ruimtelijke patronen. Daarbij liet de choreograaf zich inspireren door het gewriemel van mensen in de New Yorkse straten. Ook de observatie van de natuur en de beweging van vogels bracht inspiratie zoals bij creaties als Winterbranch (1964), Beach Birds (1991) en Ocean (1994).
In de jaren negentig van de twintigste eeuw betrok Cunningham de pc als compositorisch hulpmiddel bij zijn creaties als Biped. In 2006 gaf hij met de creatie van EyeSpace de toeschouwers de kans zelf muziek te kiezen via de iPod. In april 2009 vierde de choreograaf zijn negentigste verjaardag met de première van een nieuw werk: Nearly Ninety aan de Brooklyn Academy of Music in New York in samenwerking met de musici John Paul Jones (ex-bassist van Led Zeppelin), Sonic Youth en Takehisa Kosugi.
De choreograaf ontving vele hoge onderscheidingen zoals de National Medal of Arts en de MacArthur Fellowship. Hij werd ook gehuldigd met de Japanse Praemium Imperiale, de Britse Laurence Olivier Award en was Officier in het Franse Legioen van Eer.
Cunninghams kunstzinnige visie op dans en beweging was het onderwerp van vele publicaties, films en tentoonstellingen. Zijn choreografieën werden uitgevoerd door belangrijke balletgroepen zoals het Ballet van de Parijse Opera, het New York City Ballet, het American Ballet Theatre, het White Oak Dance Project en de Londense Rambert Dance Company.

## De Merce Cunningham Trust en de Cunningham Dance Foundation
De choreograaf riep de The Merce Cunningham Trust in het leven om zijn totale oeuvre te bewaren na zijn dood. Daarbij stelde hij dat zijn dansgezelschap nog twee jaar zou optreden en vervolgens zichzelf zou ontbinden. Daarna zouden de dansers een financiële vergoeding krijgen van deze trust. In 2009 kondigde Cunningham de Cunningham Dance Foundation aan met een voorstel tot voortzetting van het werk van Cunningham teneinde zijn artistieke erfenis veilig te stellen. Deze stichting beheert ook de rechten op de producties. Zij zal ook de creaties in detail laten vastleggen zodat deze nadien precies door anderen kunnen uitgevoerd worden. De stichting zal ook Cunninghams kunstverzameling bestaande uit decors van Jasper Johns en Robert Rauschenberg beheren.

## Invloed van Cunningham
Vele dansers die dansten in zijn gezelschap vormden later hun eigen dansgroepen zoals Paul Taylor, Trisha Brown, Lucinda Childs, Karole Armitage, Foofwa d’Immobilité en Jonah Bokaer. Ook Anne Teresa De Keersmaeker maakte tijdens haar dansopleiding te New York kennis met Cunninghams vernieuwende danstaal die zij als een verrijking ervoer. Desgevraagd zei ze in dit verband: "Doorheen een dansopleiding word je geconfronteerd met de traditie en van daar uit moet je je eigen taal ontwikkelen. Het is moeilijk om aan te geven op welke manier Cunningham me in mijn werk heeft beïnvloed. Het staat wel vast dat zijn radicale statement tegen het narratieve in de dans een grote indruk op me heeft nagelaten".

## Choreografieën
- 1948: Untitled Solo
- 1951: 16 Danses pour soliste et compagnie de trois
- 1956: Changelings
- 1956-58: Suite for Five, muziek: John Cage; kostumering: Robert Rauschenberg
- 1960: Crises, muziek: Conlon Nancarrow; kostumering: Robert Rauschenberg
- 1968: Walkaround Time
- 1968: Rainforest, muziek: David Tudor; kostumering: Jasper Johns; decor: Andy Warhol
- 1970: Objects
- 1970: Second Hand, muziek: John Cage; kostuum- en decorontwerp: Jasper Johns
- 1973: Un jour ou deux
- 1975: Sounddance, muziek: David Tudor; kostuum-, licht- en decorontwerp: Mark Lancaster
- 1983: Roaratorio, muziek: John Cage
- 1987: Fabrications, muziek: Emanuel Dimas de Melo Pimenta; kostumering en decor: Dove Bradshaw
- 1988: Changing Steps
- 1988: Five Stone Wind
- 1989: August Pace, muziek: Michael Pugliese; decor en kostumering: Sergej Boegajev
- 1991: Beach Birds
- 1993: CRWDSPCR ("crowd spacer"), muziek: John King; kostuum-, licht- en decorontwerp: Mark Lancaster
- 1997: Scenario, kostumering: Rei Kawakubo
- 1998: Pond Way
- 1998: Hand Drawn Spaces
- 1999: Biped
- 2000: Interscape, decor en kostumering: Robert Rauschenberg
- 2003: Split Sides
- 2005: Views on Stage
- 2006: EyeSpace
- 2007: XOVER, muziek: John Cage; kostuum- en decorontwerp: Robert Rauschenberg
- 2009: Nearly Ninety, muziek: John Paul Jones, Takehisa Kosugi en Sonic Youth; kostumering: Romeo Gigli; decor: Benedetta Tagliabue